# Башни Фолти
«Башни Фолти» или «Отель „Фолти-Тауэрс“» (англ. Fawlty Towers) — британский комедийный телесериал, созданный Джоном Клизом и Конни Бут. Сериал включает два сезона (по шесть серий в каждом), которые были впервые показаны на канале BBC Two в 1975 и 1979 годах. По результатам опроса Британского института кино (2000) сериал «Башни Фолти» был назван лучшим британским телесериалом всех времен (см. англ. BFI TV 100). По-английски в самом названии присутствует игра слов: фамилия владельца и название отеля «Fawlty» звучит точно также как слово «faulty», что в переводе означает «неисправный, дефектный». Таким образом, название сериала можно также понимать как «Неисправные башни» или «Недостаток нависает».

## Сюжет
Действие происходит в вымышленном отеле «Башни Фолти», расположенном в городе Торки на Английской ривьере. Сериал рассказывает о различных смешных ситуациях, в которых оказываются грубоватый владелец отеля Бэзил Фолти, его властная жена Сибил, неудачливый испанский официант Мануэль и рассудительная горничная Полли. Герои пытаются поддерживать работу заведения, несмотря на многочисленные недоразумения и столкновения с требовательными и порой эксцентричными жильцами и посетителями.
Идея сериала появилась у Клиза после того, как он и другие участники труппы «Монти Пайтон» побывали в отеле Gleneagles в Торки (они проводили съёмки в окрестностях Пейнтона) в мае 1970 года. Одним из совладельцев гостиницы был Дональд Уильям Синклер (1909—1981). Синклер был против того, чтобы они селились в гостинице, однако его жена Беатрис (1915—2010) настояла на их заселении. Синклер, например, критиковал поведение Терри Гиллиама за столом, а чемодан Эрика Айдла выкинул в окно, так как решил, что в нём бомба. Все участники труппы (кроме Клиза и его тогдашней жены, актрисы и сценаристки Конни Бут) переехали в другую гостиницу.
Именно Синклер послужил прототипом Бэзила Фолти. Несколько сюжетов в «Башнях Фолти» частично основаны на реальных событиях, а отсылка к гостинице Gleneagles имеется во второй серии, The Builders (1975). Клиз позже играл эксцентричных владельцев гостиниц в фильмах «Приезжие» и «Крысиные бега» (в этом последнем фильме персонажа Клиза зовут Дональд П. Синклер).
Мнения о том, насколько Дональд Синклер похож на Бэзила Фолти, разнятся. Бывшие постояльцы и персонал припоминают реальные эпизоды, столь же абсурдные, как и те, что были показаны в сериале. Семья Синклеров, в свою очередь, утверждает, что Бэзил Фолти — неточная карикатура. Беатрис Синклер позже охарактеризовала своего мужа как «джентльмена и весьма храброго человека», непохожего на того «эксцентричного невротика, которого сделал из него Клиз». Тем не менее, она отмечала, что был точно отображён её ответственный подход к бизнесу, равно как и то, что Бэзил обычно подчинялся своей жене Сибил. Работавшая в гостинице официанткой Розмари Харрисон вспоминала: «„Башни Фолти“ были ужасно смешными. Джон Клиз довёл черты характера персонажа до абсурда, но в основном передал их точно. Может, он и не был невротиком, но был весьма раздражительным. Похоже было на то, будто он не хотел, чтобы постояльцы здесь жили. Он был чокнутым. Он считал смешным, что постояльцы за обедом хотят выпить. Причём это были пансионеры. Выйдя из бассейна, они хотели выпить, а он забыл открыть бар. Он просто не был создан для гостиничного бизнеса».

## В ролях
- Джон Клиз — Бэзил Фолти, владелец отеля
- Прунелла Скейлз — Сибил Фолти, его жена
- Эндрю Закс — Мануэль, служащий отеля, родом из Барселоны
- Конни Бут — Полли Шерман, горничная
- Брайан Холл — Терри, повар
- Баллард Беркли — майор Гоуэн, постоянный жилец

## Список серий

### Первый сезон
| Номер | Название серии       | Дата премьерного показа |
| ----- | -------------------- | ----------------------- |
| 1     | A Touch of Class     | 19 сентября 1975        |
| 2     | The Builders         | 26 сентября 1975        |
| 3     | The Wedding Party    | 3 октября 1975          |
| 4     | The Hotel Inspectors | 10 октября 1975         |
| 5     | Gourmet Night        | 17 октября 1975         |
| 6     | The Germans          | 24 октября 1975         |

### Второй сезон
| Номер | Название серии            | Дата премьерного показа |
| ----- | ------------------------- | ----------------------- |
| 7     | Communication Problems    | 19 февраля 1979         |
| 8     | The Psychiatrist          | 26 февраля 1979         |
| 9     | Waldorf Salad             | 5 марта 1979            |
| 10    | The Kipper and the Corpse | 12 марта 1979           |
| 11    | The Anniversary           | 26 марта 1979           |
| 12    | Basil the Rat             | 25 октября 1979         |

## Награды и номинации
- 1976 — премия BAFTA TV Award за лучшую ситуационную комедию (Джон Говард Дэвис), а также номинация за лучшую роль в развлекательном шоу (Джон Клиз).
- 1980 — две премии BAFTA TV Award за лучшую ситуационную комедию (Дуглас Арджент, Боб Спирз) и за лучшую роль в развлекательном шоу (Джон Клиз), а также номинация за лучшую роль в развлекательном шоу (Эндрю Закс).